# Stanisław Lorenc
Stanisław Kazimierz Lorenc (* 8. November 1943 in Radlin, heute Gmina Jarocin; † 19. Januar 2020 in Posen) war ein polnischer Geologe und Rektor der Universität Posen.

## Leben
Von 1961 bis 1967 studierte Lorenc in Breslau Geologie, 1973 wurde er dort promoviert und 1982 habilitiert. Ab 1980 lehrte er an der Universität Posen, von 2002 bis 2008 war er dort auch Rektor. In dieser Eigenschaft engagierte sich Lorenc gemeinsam mit der Europa-Universität Viadrina in Frankfurt (Oder) für die Einrichtung der deutsch-polnischen Wissenschafts- und Forschungseinrichtung Collegium Polonicum in Słubice. Von 2009 bis 2016 beriet er die Viadrina als Mitglied des Stiftungsrates in deutsch-polnischen Belangen. Seit 2009 bis zu seinem Tod war Lorenc auch Kuratoriums-Mitglied des Uni-Förderkreises, der jährlich den Viadrina-Preis verleiht.
Im Jahr 2005 wurde Stanislaw Lorenc zum Ehrenbürger von Słubice und zum Komtur des Ordens Polonia Restituta ernannt.